# Эмблема Мальдив
Эмблема Мальдив состоит из кокосовой пальмы, полумесяца и двух перекрещивающихся национальных флагов с традиционным названием государства на арабском языке.

## Интерпретация
Изображённая на эмблеме кокосовая пальма напоминает о главном средстве существования нации. Жители полагают, что это самое значимое для них дерево, поскольку они используют каждую часть дерева в различных областях, от медицины до судостроения. Полумесяц (универсальный исламский символ) и сопровождающая его звезда воплощает исламскую веру государства и его власти соответственно.
Слова на свитке «Ад-Давлат Аль-Махалдхибийя» (араб. الدولة المحلديبية‎) написаны в арабском стиле насх. Это название использовал один из самых прославленных национальных героев Мальдив, султан Аль-Гази Мохамед Факурафаани Аль-Азам. Оно означает «государство Махал Дибият» — так Мальдивские острова называл Ибн Баттута и другие средневековые арабские путешественники.

## История

Герб Объединённой Республики Сувадив (1959—1963)

Объединённая Республика Сувадиве — сепаратистская республика в отдаленных Южных Атоллах Мальдивских островов, существовавшая в 1959—1963 гг., ещё до провозглашения Мальдивами независимости. Она также имела свою эмблему.